# Ministerium für Land-, Forst- und Nahrungsgüterwirtschaft
Das Ministerium für Land-, Forst- und Nahrungsgüterwirtschaft (MfLFN) war ein Ministerium der DDR und existierte von 1949 bis 1990. 
Das Ministerium entstand 1949 aus der Umwandlung der Hauptverwaltung Land- und Forstwirtschaft der Deutschen Wirtschaftskommission. Das hierdurch geschaffene Ministerium für Land- und Forstwirtschaft fungierte als zentrales Leitungsorgan der Regierung für die Land- und Forstwirtschaft und war für die Planung und Plankontrolle sowie die Finanzierung und materiell-technische Versorgung der Land- und Forstwirtschaft verantwortlich. Das Ministerium setzte die staatliche Agrarpolitik um.
Im März 1960 wurde das Staatssekretariat für Erfassung und Aufkauf in das Ministerium eingegliedert, das daraufhin in Ministerium für Landwirtschaft, Erfassung und Forstwirtschaft umbenannt wurde. Der Aufgabenbereich des Ministeriums umfasste forthin auch die Erfassung und den Aufkauf landwirtschaftlicher Erzeugnisse sowie den Handel mit Zucht- und Nutzvieh.
Ab 1963 nahm ein neugebildeter Landwirtschaftsrat einen Teil der bisherigen Rolle des Ministeriums ein und das alte Ministerium wurde aufgelöst. Eine weitere Neuorganisation 1968 führte zur Bildung des Rats für Landwirtschaft und Nahrungsgüterwirtschaft. Der Rat war ein beschließendes und durchführendes Organ des Ministerrats der Deutschen Demokratischen Republik dessen Vorsitzender den Titel „Minister“ trug.
Durch eine Umbildung der landwirtschaftlichen Leitungsorgane entstand zum 1. Januar 1972 das Ministerium für Land-, Forst- und Nahrungsgüterwirtschaft.
Eine letzte Umstrukturierung erfuhr das Verwaltungsorgan im April 1990, mit der eine Umbenennung in Ministerium für Ernährung, Landwirtschaft und Forsten einherging. Mit der Wiedervereinigung am 3. Oktober 1990 hörte das Ministerium auf zu existieren.

## Unterstellte Betriebe
Dem Ministerium waren verschiedene Kombinate direkt unterstellt. Hierzu zählten zuletzt:
- VE Kombinat Aufbereitung tierischer Rohstoffe und Pelztierproduktion Leipzig
- VEB Ausrüstungskombinat für Rinder- und Schweineanlagen Nauen
- VEB Kombinat Forsttechnik Waren
- VEB Kombinat für Gartenbautechnik Berlin
- VE Kombinat Industrielle Tierproduktion Berlin
- VE Kombinat Kühl- und Lagerwirtschaft Berlin
- VEB Kombinat Landtechnische Instandsetzung Berlin
- VE Kombinat Pflanzenzüchtung und Saatgutwirtschaft Quedlinburg
- VEB Kombinat Rationalisierungsmittelbau und materiell technische Versorgung der Nahrungsgüterwirtschaft Berlin
- VEB Schlacht- und Verarbeitungskombinat Eberswalde/Britz
- VE Kombinat Stärke und Kartoffelveredelung Halle
- VE Kombinat Tierzucht Paretz
- VEB Kombinat Veterinärimpfstoffe Dessau
- VE Kombinat Zucker Halle

## Minister
- 1949–1950: Ernst Goldenbaum (DBD)
- 1950–1952: Paul Scholz (DBD)
- 1952–1953: Wilhelm Schröder (DBD)
- 1953: Hans Reichelt (DBD)
- 1953–1955: Paul Scholz (DBD)
- 1955–1963: Hans Reichelt (DBD)
- 1963: Karl-Heinz Bartsch (SED)
- 1963–1973: Georg Ewald (SED)
- 1973–1982: Heinz Kuhrig (SED)
- 1982–1989: Bruno Lietz (SED)
- 1989–1990: Hans Watzek (DBD)
- 1990: Peter Pollack (parteilos)